# Мариенфелд
Мариенфелд (рум. Marienfeld, Мариенфельд) — село в Чимишлийском районе Молдавии. Наряду с селом Ялпужень входит в состав коммуны Ялпужень.

## История
23 января 1965 года село было переименовано в Первомайск, а 22 октября 1973 года к нему присоединено село Ялпужены.
Постановлением № 882 от 22.01.1992 село Ялпужены снова выделено в самостоятельное село, а селу Первомайск возвращено историческое название Мариенфелд.

## География
Село расположено на высоте 137 метров над уровнем моря. Недалеко от села по направлению с севера на юг протекает река Ялпужель (правый приток реки Ялпуг), которая периодически пересыхает.

## Население
По данным переписи населения 2004 года, в селе Мариенфелд проживает 646 человек (306 мужчин, 340 женщин).
Этнический состав села:
| Национальность | Число жителей | Процентный состав |
| -------------- | ------------- | ----------------- |
| молдаване      | 634           | 98.14             |
| украинцы       | 8             | 1.24              |
| русские        | 3             | 0.46              |
| гагаузы        | 1             | 0.15              |
| Всего          | 646           | 100 %             |